# Parafia Wszystkich Świętych w Warszawie
Parafia Wszystkich Świętych w Warszawie – parafia rzymskokatolicka należąca do dekanatu śródmiejskiego, archidiecezji warszawskiej, metropolii warszawskiej Kościoła katolickiego w Warszawie. Posługa duszpasterska sprawowana jest przez kapłanów archidiecezji warszawskiej.

## Historia
Parafia została erygowana w 1866. 
Kościół parafialny wybudowany w XIX wieku, został odbudowany po zniszczeniach wojennych.

## Duszpasterze
W latach 1915–1945 proboszczem parafii był Marceli Godlewski.
Administratorem parafii był m.in. ks. Tadeusz Karolak.